# Іст-Шорем (Нью-Йорк)
Іст-Шорем (англ. East Shoreham) — переписна місцевість (CDP) в США, в окрузі Саффолк штату Нью-Йорк. Населення — 6841 особа (2020).

## Географія
Іст-Шорем розташований за координатами 40°56′46″ пн. ш. 72°52′52″ зх. д. / 40.94611° пн. ш. 72.88111° зх. д. (40.946028, -72.881168).  За даними Бюро перепису населення США в 2010 році переписна місцевість мала площу 13,90 км², уся площа — суходіл.

## Демографія
Згідно з переписом 2010 року, у переписній місцевості мешкало 6666 осіб у 2047 домогосподарствах у складі 1772 родин. Густота населення становила 480 осіб/км².  Було 2104 помешкання (151/км²).
Расовий склад населення:
| - 94,6 % — білих - 2,4 % — азіатів - 1,4 % — чорних або афроамериканців - 0,1 % — корінних американців |

До двох чи більше рас належало 1,1 %. Частка іспаномовних становила 5,5 % від усіх жителів.
За віковим діапазоном населення розподілялося таким чином: 28,0 % — особи молодші 18 років, 62,5 % — особи у віці 18—64 років, 9,5 % — особи у віці 65 років та старші. Медіана віку мешканця становила 40,1 року. На 100 осіб жіночої статі у переписній місцевості припадало 101,8 чоловіків;  на 100 жінок у віці від 18 років та старших — 98,4 чоловіків також старших 18 років.
Середній дохід на одне домашнє господарство  становив 125 780 доларів США (медіана — 119 628), а середній дохід на одну сім'ю — 134 336 доларів (медіана — 125 313). Медіана доходів становила 82 328 доларів для чоловіків та 75 244 долари для жінок. За межею бідності перебувало 3,1 % осіб, у тому числі 2,6 % дітей у віці до 18 років та 6,8 % осіб у віці 65 років та старших.
Цивільне працевлаштоване населення становило 3226 осіб. Основні галузі зайнятості: освіта, охорона здоров'я та соціальна допомога — 34,2 %, науковці, спеціалісти, менеджери — 13,9 %, транспорт — 10,7 %, роздрібна торгівля — 10,4 %.